# Ág (település)
Ág (németül: Neuda) község Baranya vármegyében, a Hegyháti járásban.

## Fekvése, megközelítése
A Baranyai-Hegyhát északi részén fekszik, a legközelebbi szomszéd települések észak felől Gerényes, kelet felől Alsómocsolád, délről Kisvaszar, nyugatról pedig Tékes.
Közúton a 611-es főút felől közelíthető meg Gerényesen keresztül, a főútról Vásárosdombónál le kell térni a 6546-os útra, majd 4 kilométer után északra kell kanyarodni. Komló felől szintén a 6546-os úton (majd az abból leágazó 65 176-os számú gerényesi mellékúton) érhető  el. Rossz minőségű erdei úton megközelíthető még a Dombóvár–Bátaszék-vasútvonal Mágocs-Alsómocsolád vasútállomása felől is, de lényegében zsáktelepülésnek tekinthető.

## Története
A falu első írásos emléke 1487-ből maradt fenn; neve ebben Naghagh formában szerepel. A török hódoltság után Esterházy Pál herceg birtoka lett. 1780-tól a magyar lakosság mellé német telepesek költöztek be. 1945 után a lakosság jórészt kicserélődött. 

## Közélete

### Polgármesterei
- 1990–1994: Bakonyszegi Péterné (független)[3]
- 1994–1998: Tamás Magdolna (független)[4]
- 1998–2002: Szekeres Istvánné (független)[5]
- 2002–2006: Szekeres Istvánné (MSZP)[6]
- 2006–2010: Stollmayer Dánielné (független)[7]
- 2010–2014: Stollmayer Dánielné (független)[8]
- 2014–2018: Stollmayer Dánielné (független)[9]
- 2018–2019: Bischof Norbert (független)[10]
- 2019–2024: Bischof Norbert (független)[11]
- 2024– : Bischof Norbert (független)[1]

A településen 2018. július 15-én időközi polgármester-választást tartottak, az előző polgármester lemondása miatt.

## Népesség
A település népességének alakulása:
| Lakosok száma | 185  | 186  | 189  | 178  | 168  | 147  | 155  | 156  |
|               | 2013 | 2014 | 2015 | 2019 | 2021 | 2022 | 2023 | 2024 |

A 2011-es népszámlálás során a lakosok 75,7%-a magyarnak, 22,64% cigánynak, 4% németnek mondta magát (23,7% nem nyilatkozott; a kettős identitások miatt a végösszeg nagyobb lehet 100%-nál). A vallási megoszlás a következő volt: római katolikus 58,2%, evangélikus 2,8%, görögkatolikus 0,6%, felekezeten kívüli 13,6% (24,9% nem nyilatkozott).
2022-ben a lakosság 92,5%-a vallotta magát magyarnak, 21,8% cigánynak, 3,4% németnek, 5,4% egyéb, nem hazai nemzetiségűnek (3,4% nem nyilatkozott; a kettős identitások miatt a végösszeg nagyobb lehet 100%-nál). Vallásuk szerint 44,9% volt római katolikus, 2% evangélikus, 1,4% görög katolikus, 0,7% református, 0,7% egyéb keresztény, 6,1% egyéb katolikus, 15,6% felekezeten kívüli (28,6% nem válaszolt).

## Nevezetességei

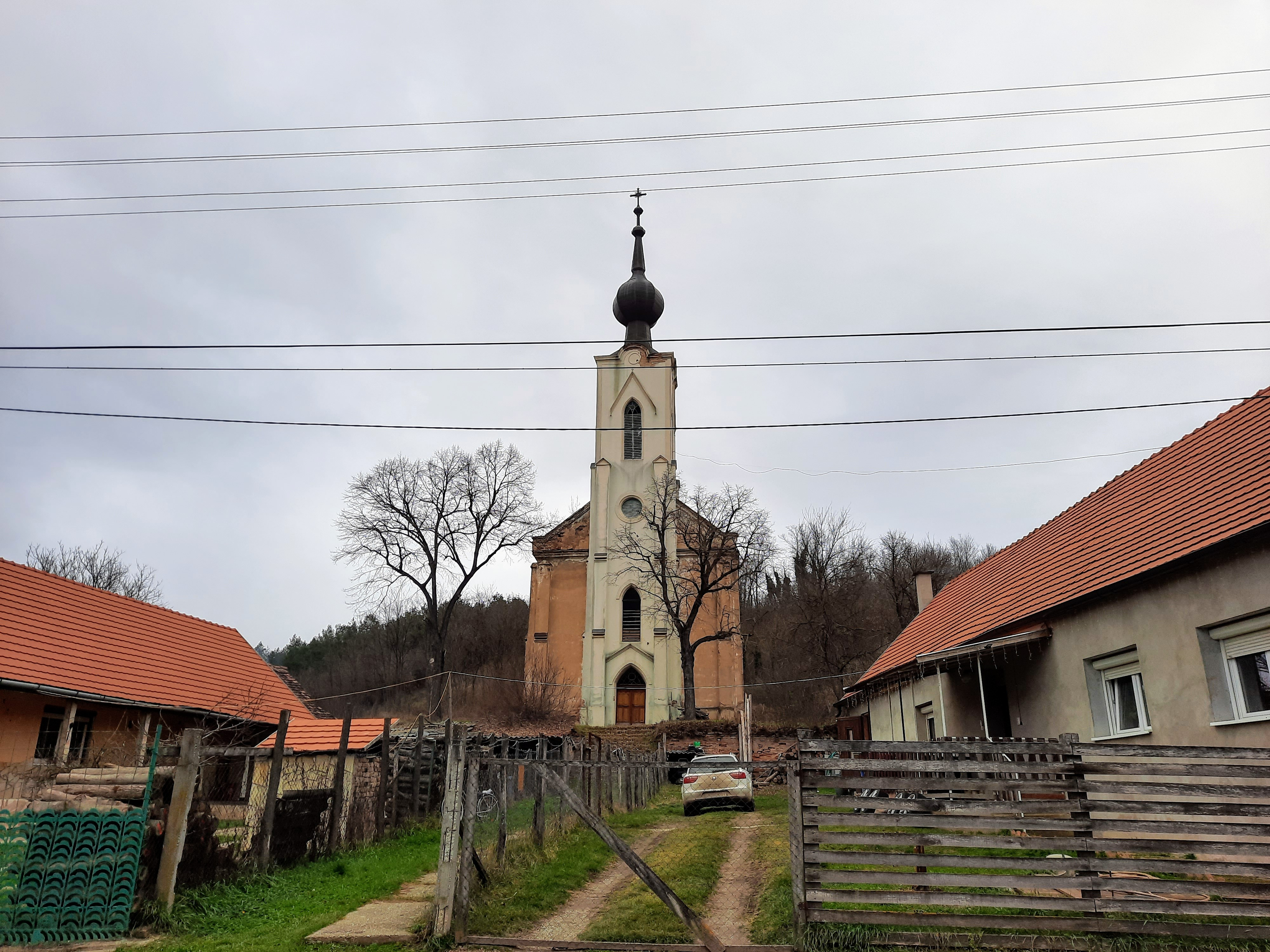
evangélikus templom

- Műemléki védettség alatt álló, neogót stílusban épült evangélikus templom.
- Bő, Őr és Sé mellett Ág Magyarország mindössze négy olyan településének egyike, amelyek neve csupán két betűből áll.